# Urusgan
Urusgan oder Orusgan (englisch Uruzgan, Oruzgan; Dari اروزگان; paschtunisch روزګان Ruzgan) ist eine Provinz (velayat) in Zentralafghanistan.
Die Fläche beträgt 11.474 Quadratkilometer und die Einwohnerzahl 436.079 (Stand: 2020).
Am 28. März 2004 erhielt der nördlichste Distrikt, Daikondi, den Status einer eigenen Provinz.

## Flugplätze
- Tereen/Tarin Kowt Airport (IATA: TII / ICAO: OATN)[2][3] (32° 36′ 46″ N, 65° 51′ 59″ O)
- Oruzgan Airport (IATA: URZ / ICAO: OARG)[4][5] (32° 54′ 11″ N, 66° 37′ 50″ O)

## Verwaltungsgliederung
Die Provinz Urusgan gliedert sich in neun Distrikte (woluswali):
- Tschora
- Dihrawud
- Gizab
- Chas Uruzgan
- Kidschran
- Nesch
- Schahidi Hassas
- Schahristan
- Tarin Kut